# Paralimnophila (Papuaphila) fuscoabdominalis
Paralimnophila (Papuaphila) fuscoabdominalis is een tweevleugelige uit de familie steltmuggen (Limoniidae). De soort komt voor in het Australaziatisch gebied.